# ニコモノ!
『ニコモノ!』は、テレビ大阪で放送されていたテレビ番組。本項では、同番組から派生した5人組のアイドルユニット・ニコモノについても触れる。

## テレビ番組
2004年4月から同年9月までテレビ大阪で毎週日曜 12:30 - 12:54に放送。女子小中学生向けのファッション誌『ニコラ』（新潮社）との提携番組であり、同誌の専属モデルであるニコモが多く出演していた。内容は、出演メンバーによるミニドラマと視聴者紹介コーナーがメインだった。
2004年11月1日からは、ウェブサイト『ニコモノ!WEB』でのストリーミング配信を行っていた。そして2005年4月22日からは、未放送素材を加えたコレクターズ版DVDを順次発売した。

### 出演者
- 虎南有香
- 新垣結衣
- 松本玲奈
- 三原勇希
- 岡本玲
- 丹羽未来帆
- 我妻三輪子
- 日笠麗奈 - 出演は1回のみ。
- 小林涼子 - 出演は1回のみ。

### DVD
- ニコモノ! Vol.1 （2005年4月22日、販売元：ジェネオンエンタテインメント）
- ニコモノ! Vol.2 （2005年4月22日、販売元：ジェネオンエンタテインメント）
- ニコモノ! Vol.3 （2005年5月25日、販売元：ジェネオンエンタテインメント）
- ニコモノ! Vol.4 （2005年5月25日、販売元：ジェネオンエンタテインメント）

## ユニット
2005年に前述のテレビ番組の主要メンバー5人で結成。同年2月23日に同番組の主題歌などを収録したファーストシングルをリリースした。同年5月にはセカンドシングルの発売が予定されていたが、結局シングルを1枚リリースしただけで活動を終了した。
当時大人気だった新垣結衣がメンバーに入っていないのは、約1か月後の3月末にニコモの卒業を控えていたためと思われる。

### メンバー
- 虎南有香
  - 愛称：コナンc
  - 出自：1989年7月10日、北海道
  - 学年：中学3年生（2004年度）
  - 所属：先駆舎（後にディスカバリー・エンターテインメントへ移籍）
- 松本玲奈
  - 愛称：レイナc
  - 出自：1989年8月17日、東京都
  - 学年：中学3年生（2004年度）
  - 所属：スイートルーム
- 丹羽未来帆
  - 愛称：ミキホc
  - 出自：1989年9月27日、愛知県
  - 学年：中学3年生（2004年度）
  - 所属：スペースクラフト
- 我妻三輪子
  - 愛称：ミワコc
  - 出自：1991年2月11日、東京都
  - 学年：中学2年生（2004年度）
  - 所属：レヴィプロダクションズ（現・レプロエンタテインメント）
- 岡本玲
  - 愛称：レイc
  - 出自：1991年6月18日、和歌山県
  - 学年：中学1年生（2004年度）
  - 所属：先駆舎（後にエヴァーグリーン・エンタテイメントへ移籍）

### シングルCD
- I Don't Know （2005年2月23日、発売元：ジャパン・デジタル・コンテンツ、販売元：ジェネオンエンタテインメント） - BaBeの曲「I Don't Know!」のカバー。カップリングには、同じくBaBeの「Give Me Up」とプリンセス プリンセスの「M」のカバーを収録。